# Mundenhof
Mundenhof es un barrio en la periferia occidental de Friburgo de Brisgovia en Baden-Wurtemberg, Alemania. Con unos 50 habitantes es el barrio con menos habitantes de la ciudad.

## Parque de animales Mundenhof
En el pasado el patrimonio urbano Mundenhof era una de las empresas agrícolas más grandes del estado con agricultura, ganadería e industria lechera. El 28 de septiembre de 1968 el Parque de animales Mundenhof, mejor conocido sencillamente como Mundenhof, fue inaugurado. Con 38 hectáreas el Mundenhof es el parque de animales más grande de Baden-Wurtemberg. Hay animales de todo el mundo. Está abierto durante todo el año. La entrada es libre. Donativos son apreciados.

## Zelt-Musik-Festival
Al lado del parque de animales hay un terreno libre donde el Zelt-Musik-Festival (traducido: festival de música en tiendas de campaña) tiene lugar cada año.

## Enlaces
- Sitio web
- Páginas Badenses: Vistas del parque de animales Mundenhof (enlace roto disponible en Internet Archive; véase el historial, la primera versión y la última).